# Niger Airlines
Niger Airlines ist eine nigrische Fluggesellschaft mit Sitz in Niamey. Sie fliegt seit Mai 2014 innerhalb Nigers, vom Flughafen Niamey nach Agadez, Dirkou, Maradi und Zinder. Wegen Zweifeln an der Lufttüchtigkeit des einzigen Flugzeuges (F50, 5U-NAA) wurde sie am 31. Oktober 2022 vorübergehend suspendiert. Seit Dezember 2023 fliegt eine ATR-72 (5T-CSD) für Niger Airlines.

## Flotte
Zuletzt bestand die Flotte der Niger Airlines aus nur noch einem Flugzeug, mit einem Alter von 26,7 Jahren im März 2022. Von 2014 bis 2015 war auch eine Boeing 737-200 eingesetzt worden.

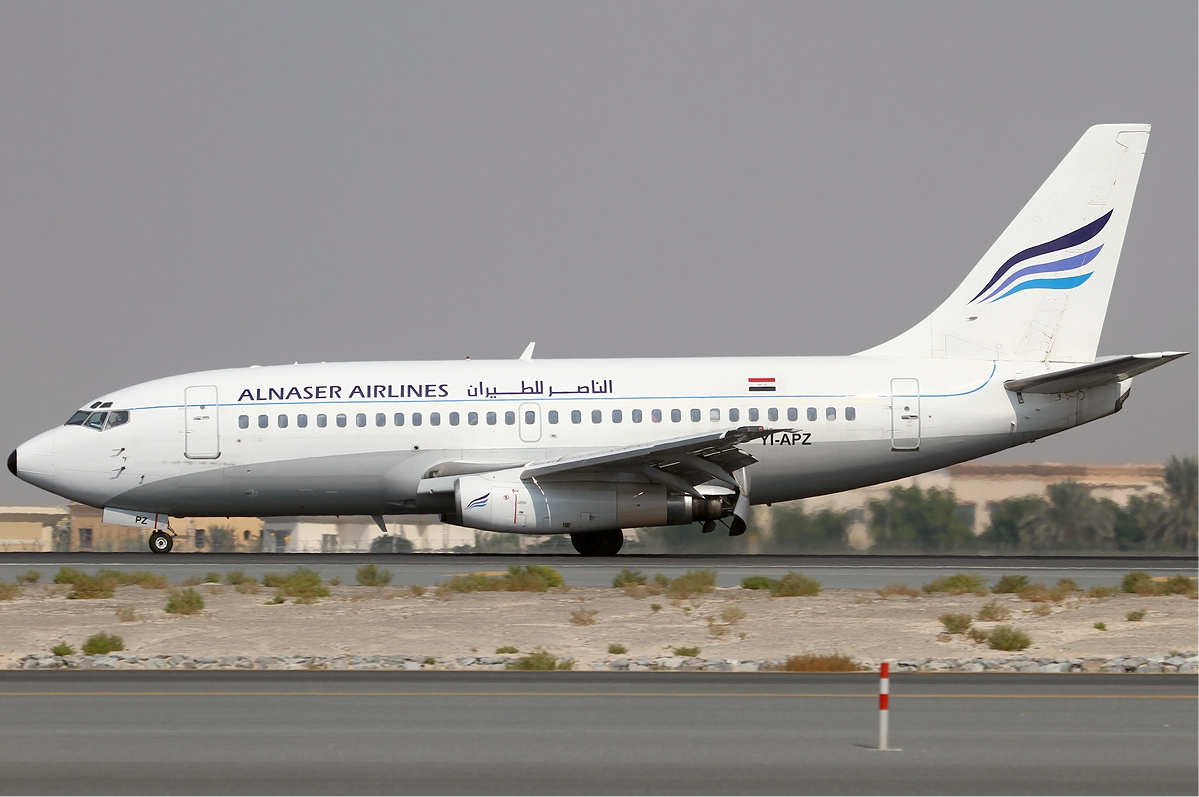
Die vormals von Al-Naser Airlines für Niger Airlines betriebene Boeing 737-200

| Flugzeugtyp | Anzahl | bestellt | Anmerkungen | Sitzplätze |
| ----------- | ------ | -------- | ----------- | ---------- |
| Fokker 50   | 1      |          | inaktiv     | 48         |
| Gesamt      | 1      | -        |             |            |